# Довженківський заказник
Довже́нківський зака́зник — гідрологічний заказник місцевого значення в Україні. Розташований у межах Сосницької селищної громади Корюківського району Чернігівської області, між селами Загребелля, Масалаївка і смт Сосниця.
Площа 282  га. Статус присвоєно згідно з рішенням Чернігівського облвиконкому від 24.12.1979 року № 561; від 27.12.1984 року № 454; від 28.08.1989 року № 164. Перебуває у віданні ДАСЛГСП «Сосницярайагролісництво».
Статус присвоєно для збереження частини акваторії та прибережної зони річки Убідь.

## Галерея

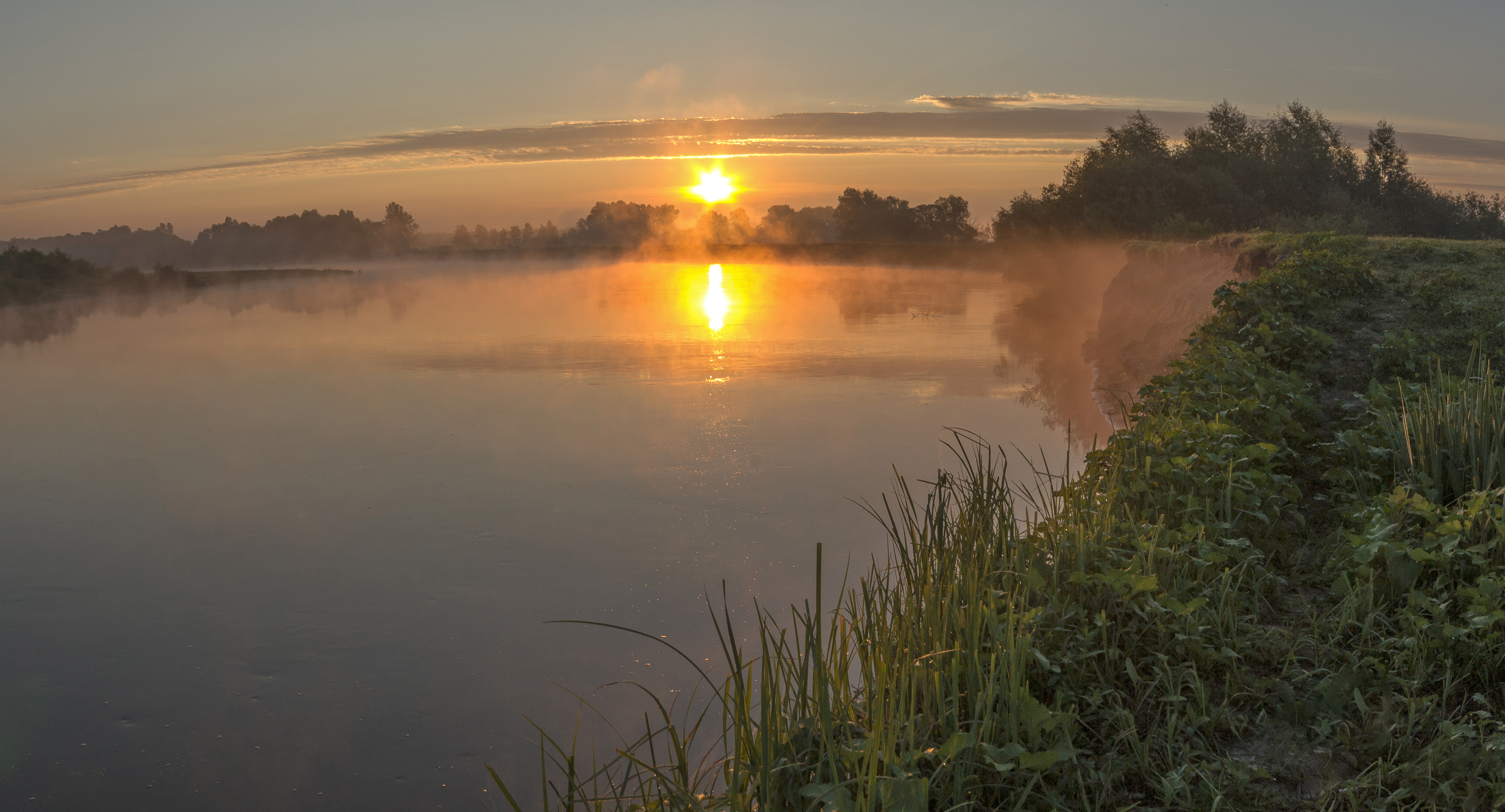
Деснянський світанок
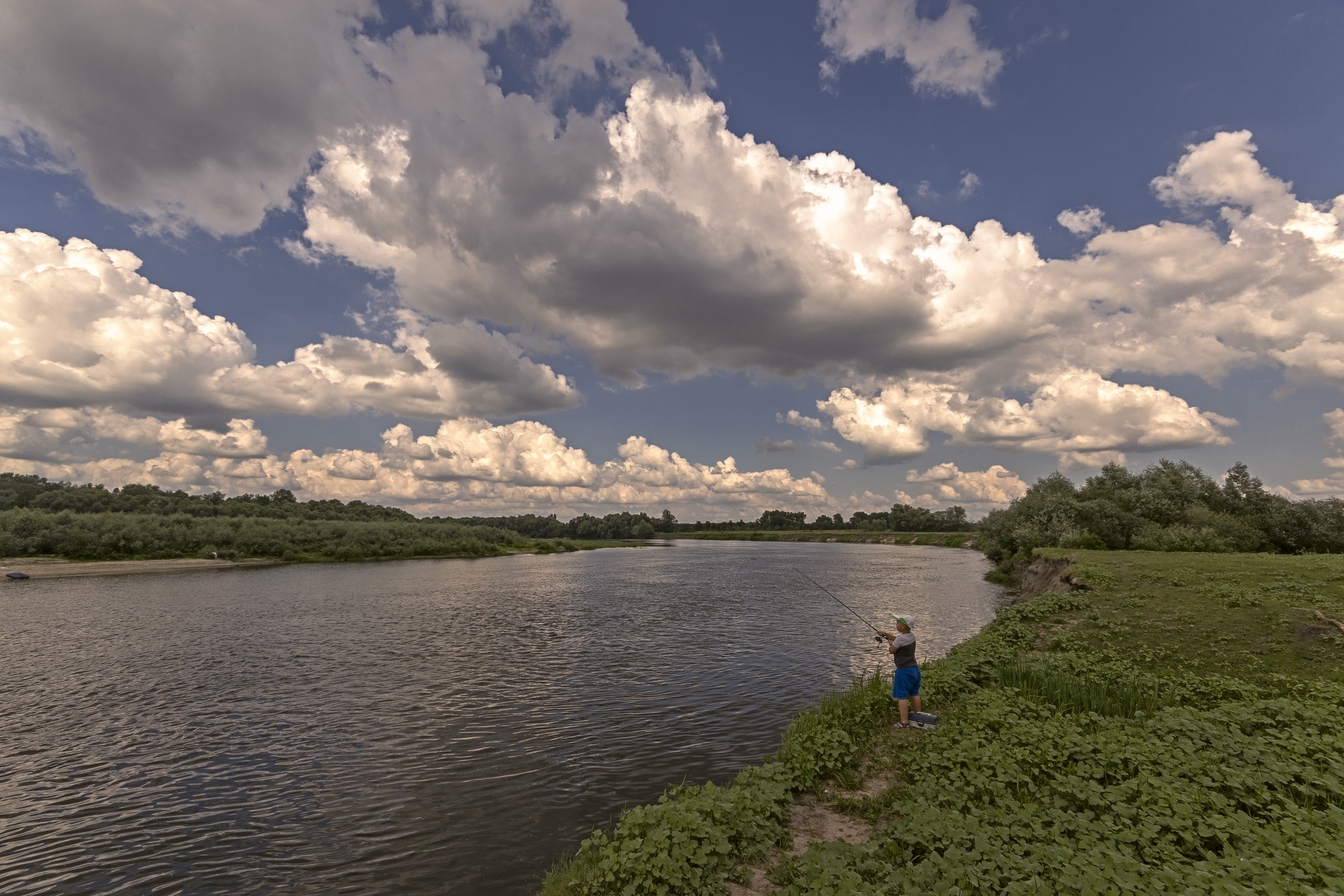
Над Десною
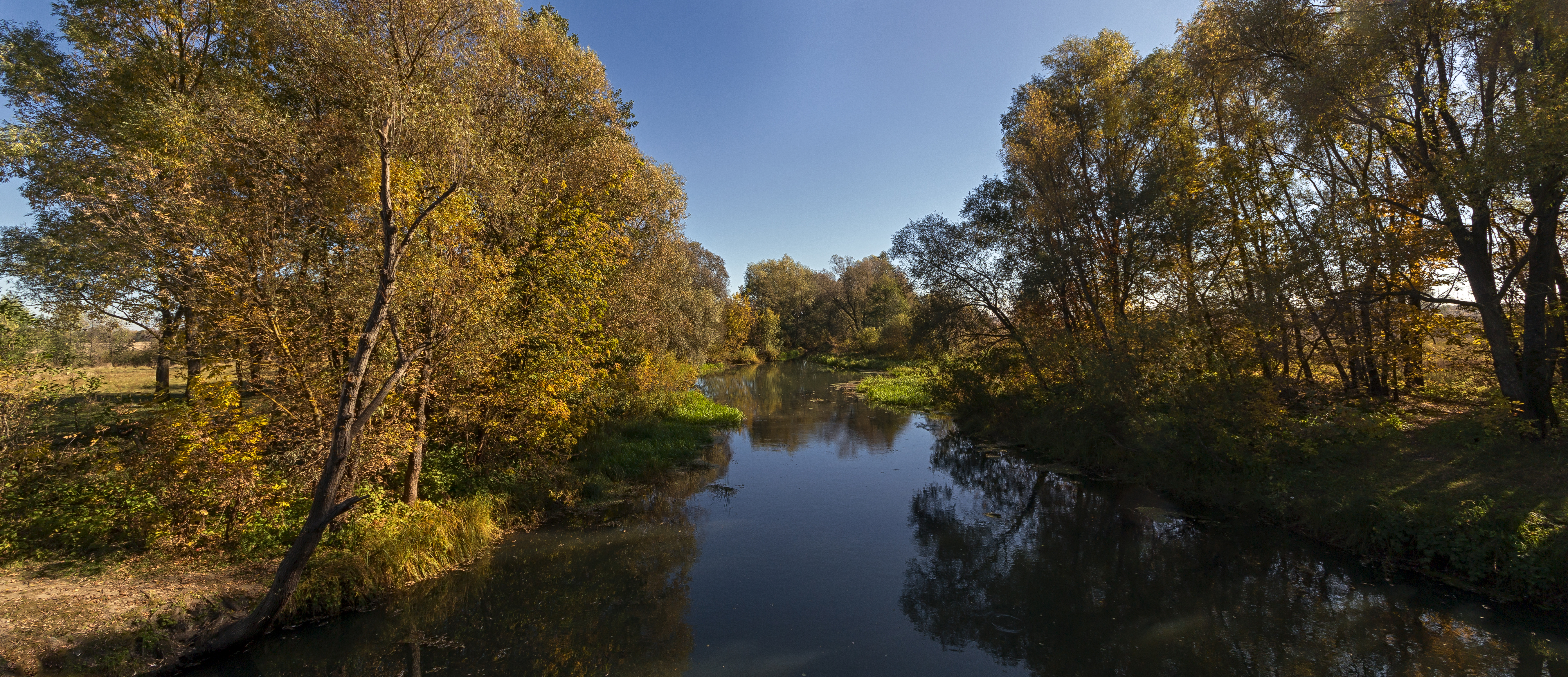
Над річкою Убідь